# ماونت ورنن (ویرجینیا)
ماونت ورنن (به انگلیسی: Mount Vernon) یک منطقهٔ مسکونی در ایالات متحده آمریکا است که در شهرستان فرفکس، ویرجینیا واقع شده‌است. ماونت ورنن ۱۲٬۴۱۶ نفر جمعیت دارد و ۲۴ متر بالاتر از سطح دریا واقع شده‌است.